# Вилькун
Вилькун (исп. Vilcún) — посёлок в Чили. Административный центр одноимённой коммуны. Население — 4953 человека (2002). Посёлок и коммуна входят в состав провинции Каутин и области Араукания.
Территория коммуны — 1420,9 км². Численность населения — 23 592 жителя (2007). Плотность населения — 16,6 чел./км².

## Расположение
Посёлок расположен в 31 км на восток от административного центра области города Темуко.
Коммуна граничит:
- на севере — c коммуной Лаутаро
- на северо-востоке — c коммуной Куракаутин
- на востоке — с коммуной Мелипеуко
- на юге — c коммунами Кунко, Фрейре
- на западе — c коммунами Темуко, Падре-Лас-Касас

## Демография
Согласно сведениям, собранным в ходе переписи Национальным институтом статистики, население коммуны составляет 23 592 человека, из которых 11 958 мужчин и 11 634 женщины.
Население коммуны составляет 2,52 % от общей численности населения области Араукания. 63,12 % относится к сельскому населению и 36,88 % — городское население.

### Важнейшие населенные пункты коммуны
- Вилькун (посёлок) — 4953 жителя
- Черкенко (посёлок) — 2076 жителей
- Кахон (посёлок) — 1995 жителей